# 圓洲角巴士總站
圓洲角巴士總站（英語：Yuen Chau Kok Bus Terminus）又稱威爾斯親王醫院巴士站，位於香港新界沙田區，圓洲角威爾斯親王醫院正座外，是一個坑狀露天車站。

## 歷史
- 1982年11月15日：本總站啟用。
- 1991年6月29日：89A線停止服務，以配合大老山隧道通車後巴士路線進行重組。
- 2001年11月11日：原以圓洲角為總站的巴士路線遷往愉翠苑，自此再沒有專營巴士以圓洲角為總站。
- 2003年8月29日：286P線（第一代）投入服務，當時來往恆安及圓洲角，此站才再度成為專營巴士總站。該線平日恆安開08:00及08:30，圓洲角開17:15及17:45。
- 2004年7月3日：286P線總站由圓洲角延長至美林巴士總站，惟來回程仍停靠本總站，同時因應行車里數增加而上調全程收費，結束此站作為巴士總站的歷史。
- 2005年1月31日：286P線停止服務，以配合九鐵馬鞍山鐵路投入服務後巴士路線進行重組。
- 2018年11月19日：89S線為了服務馬鞍山、烏溪沙和廣源邨、黃泥頭一帶乘客前往威爾斯親王醫院一帶，於逢星期一至五早上繁忙時間過後及星期六日由黃泥頭延長至此站，是相隔14年後，再次有專營巴士以圓州角為總站，亦令該線路線牌及路線圖上再度出現「圓洲角」的顯示。
- 2024年12月22日，89S線由此站延長至水泉澳，作為巴士總站的歷史再一次告一段落。

## 過往總站路線
- 九龍巴士80K線
- 九龍巴士82M線 (已取消)
- 九龍巴士82P線 (下午班次)
- 九龍巴士83P線 (已取消)
- 九龍巴士84K線 (第一代) (已取消)
- 九龍巴士89A線 (已取消)
- 九龍巴士286P線 (第一代) (已取消)
- 九龍巴士287P線 (第一代)(已於1999年與九龍巴士281P線合併成九龍巴士281A線)
- 龍運巴士A41線